# Eutoxeres
Eutoxeres és un gènere d'ocells de la subfamília dels fetornitins (Phaethorthinae) dins la família dels troquílids (Trochilidae). Aquests colibrís habiten des d'Amèrica Central cap al sud, pels països andins, fins a Bolívia.

## Llista d'espècies
Se n'han descrit dues espècies dins aquest gènere:
- colibrí becfalçat cua-rogenc (Eutoxeres condamini).
- colibrí becfalçat cuaverd (Eutoxeres aquila).